# Ore Monogatari!!
Ore Monogatari!! (俺物語!!, ; lit. "Minha História!!") é uma série de mangá shōjo escrita por Kazune Kawahara e ilustrada por Aruko. O mangá está sendo publicado na revista Bessatsu Margaret da Shueisha. Na América do Norte, é licenciado pela  Viz Media. Uma adaptação em anime começou a ser exibida a partir de abril de 2015.

## História
Takeo Gouda e Makoto Sunakawa são amigos de infância, apesar da diferença física e psicológica entre os dois. O primeiro, apesar de se mostrar forte e durão, é bastante sensível e se apaixona facilmente, porém nunca é correspondido; enquanto isso, o segundo é muito bonito, mas é indiferente em relação as garotas apaixonadas por ele. Um dia, Takeo se envolve em uma briga para proteger a jovem Rinko Yamato de um tarado do trem. Ela se torna eternamente grata a Takeo, embora sempre fique sem jeito ao seu lado. Assim, Takeo chega a conclusão de que ela, certamente, apaixonou-se por Sunakawa. No entanto, parece que, desta vez, as coisas serão diferentes.

## Personagens
Takeo Gouda (剛田 猛男, Gouda Takeo)
Dublador: Takuya Eguchi
O protagonista da história é um estudante do primeiro ano da Shuei High School. Ele é bastante alto e musculoso, e seu rosto facilmente assusta as pessoas ao seu redor. Apesar de assustar a maioria das mulheres, ele é bastante popular entre os garotos. Takeo é muito gentil e generoso, ajudando qualquer pessoa sem pensar duas vezes.
Rinko Yamato (大和 凜子, Yamato Rinko)
Dubladora: Megumi Han
Uma garota que é salva por Takeo de um tarado do trem. Ela estuda na Koizumi Girls' Academy e adora fazer doces.
Makoto Sunakawa (砂川 誠, Sunakawa Makoto)
Dublador: Nobunaga Shimazaki
Vizinho e amigo de infância de Takeo, bem como seu colega de classe. Como Makoto é muito bonito, todas as garotas de quem Takeo gostou acabaram se apaixonando por ele. Makoto sempre ajuda Takeo e está disposto a sacrificar sua felicidade pelo amigo.
Ai Sunakawa (砂川 愛, Sunakawa Ai)
Dubladora: Kikuko Inoue
A irmã mais velha de Makoto e estudante universitária. Takeo menciona que ela tem um grande e amável coração. Ela tem uma paixão secreta por Takeo que apenas seu irmão sabe.
Osamu Kurihara (栗原 オサム, Kurihara Osamu)
Dublador: Junya Enoki
Um amigo e colega de classe de Takeo.
Mariya Saijou (西城 まりや, Saijou Mariya)
Dubladora: Rena Maeda
Uma colega de classe de Takeo. Ela começa a chamar Takeo de "shishou" (mestre ou professor), depois dele tê-la treinado para uma corrida de revezamento da escola.
Nanako (奈々子, Nanako)
Dubladora: Rina Kitagawa
Uma amiga e colega de classe de Rinko.
Ayu (アユ, Ayu)
Uma amiga e colega de classe de Rinko.

## Mídia

### Mangá
A série estreou como um especial de 100 páginas na edição de novembro de 2011 da revista Bessatsu Margaret Sister antes de começar a ser publicada na Bessatsu Margaret. O primeiro volume tankōbon foi lançado pela Shueisha em 23 de março de 2012. Viz Media licenciou a série na América do Norte e o primeiro volume foi lançado em 1 de julho de 2014.
Em 9 de Junho de 2016 a Panini lançou o primeiro volume do mangá no Brasil, mantendo o título original, mas com a tradução "Minha História" junto ao logotipo, bimestralmente, com formato 13,7x20 cm, 176 páginas.
| N.º | Data de lançamento      | ISBN              |
| --- | ----------------------- | ----------------- |
| 01  | 23 de março de 2012     | 978-4-08-846756-6 |
| 02  | 24 de agosto de 2012    | 978-4-08-846817-4 |
| 03  | 25 de fevereiro de 2013 | 978-4-08-846896-9 |
| 04  | 28 de agosto de 2013    | 978-4-08-845086-5 |
| 05  | 25 de fevereiro de 2014 | 978-4-08-845169-5 |
| 06  | 13 de junho de 2014     | 978-4-08-845229-6 |
| 07  | 13 de novembro de 2014  | 978-4-08-845295-1 |
| 08  | 25 de março de 2015     | 978-4-08-845362-0 |
| 09  | 25 de junho de 2015     | 978-4-08-845401-6 |

### Anime
Em novembro de 2014, foi anunciado que uma adaptação em anime estava sendo produzida. O anime, dirigido por Morio Asaka e produzido pelo estúdio Madhouse, estreou na NTV em 8 de abril de 2015. O roteiro foi elaborado por Natsuko Takahashi e o responsável pelo character designer foi Kunihiko Hamada. O tema de abertura e de encerramento são, respectivamente, "Miraikei Answer" (未来形Answer) por TRUSTRICK e "Shiawase no Ari ka" (幸せのありか) por Local Connect.

## Recepção
Ganhou o prêmio de Melhor Mangá Shōjo no 37º Kodansha Manga Awards. Ocupou a primeira colocação na lista do Livro do Ano da revista Da Vinci na categoria Histórias em Quadrinhos Para Meninas de janeiro a junho de 2013, tendo ocupado a quinta posição na lista anual de 2012. Foi nomeado ao 6º Manga Taishō. Na edição de 2013 do guia de livro Kono Manga ga Sugoi! da editora Takarajimasha, que é elaborado por mais de 400 profissionais em mangá, foi selecionada como a melhor série para garotas; na edição de 2014, ocupou a 15ª colocação. O quinto volume ficou na 53ª posição dos mangás mais vendidos do primeiro semestre de 2014. Também foi nomeado ao 18º Tezuka Osamu Cultural Prize na categoria "Prêmio do Leitor".